# Debs (Abschlussball)
Der Begriff Debs, auch genannt Grad oder Grads, bezeichnet den formellen Schulabschluss-Ball von Schülern im Abschlussjahr an weiterführenden Schulen der Republik Irland. Das Ritual ist zu vergleichen mit dem Prom in den USA oder dem Abi-Ball in Deutschland.
Der Ausdruck Debs ist eine Kurzform des Wortes Debutante, welches eine junge Frau aristokratischer Abstammung bezeichnet, die das Erwachsenenalter erreicht hat und ihr formelles „Debüt“ als eine Art Einführung in die Gesellschaft feiert. Jeder Debs-Abschlussball wird intern an Schulen abgehalten und findet entweder während des Schuljahres (ähnlich der norwegischen Russfeier), direkt nach den Prüfungen für das Leaving Certificate im Juni oder nach der Verkündung der Resultate von ebenjenem im August statt. Manche Schulen veranstalten ihre Debs sogar schon im ersten Abschnitt des letzten Schuljahres.

## Organisation
Die Debs werden häufig von Privatpersonen, die nicht Teil des offiziellen Schulbetriebes sind, organisiert. Oft fällt diese Verantwortung den Schülern selbst oder Teilen der Elternschaft zu.
Die Feierlichkeiten werden häufig in einem Hotel oder in anderen großen Veranstaltungsräumen abgehalten. Die Debs beinhalten meist ein gemeinsames Abendessen mit anschließendem Tanz. Auch werden alkoholische Getränke serviert. Oft dauern die Festivitäten die ganze Nacht und viele Teilnehmer kommen erst am folgenden Morgen oder Mittag nach einem gemeinsamen Frühstück im Hotel nach Hause zurück. Viele Hotels haben auf diesen Trend reagiert und bieten ein All-inclusive-Paket mit Frühstück, ein sogenanntes „Debs-Paket“, an.

## Teilnahme
Im Vorfeld der Veranstaltung ist es üblich, dass männliche Schüler ihre Mitschülerinnen formell fragen, ob sie mit ihnen die Debs besuchen möchten. Im Falle einer Zusage erwerben die Schüler eine Korsage, Ansteckblumen oder eine Schachtel Pralinen für ihre Verabredungen. Aufgrund dieser Tradition sorgen sich viele Schüler darum, eine Verabredung zu finden. Im Falle, dass dies nicht gelingt, nehmen viele auch in Freundesgruppen teil.
Das Tragen formeller Kleidung ist zwar üblich, aber keine Notwendigkeit.